# Evropská silnice E69
Mezinárodní silnice E69 je evropská silnice, která vede nejsevernější částí Norska. Vede z Nordkappu (slepé zakončení) do Olderfjordu, kde se napojuje na silnici E6. Celková délka silnice je 129 km. Nachází se na ní 5 tunelů o celkové délce 15,5 km, nejdelší z nich je podmořský tunel Nordkapp o délce 6,9 km.
E69 je nejsevernější silnice na světě přímo spojená s mezinárodní silniční sítí. Ještě severnější silnice na Špicberkách a v Grónsku jsou izolované a krátké.
Severní část silnice bývá v zimních měsících uzavřena.
Při komplexním přečíslování evropských silnic v 80. letech měla tato silnice původně být koncovým (či počátečním) úsekem silnice E45 nebo E47. Z důvodu výjimky udělené silnici E6 získala nakonec samostatné číslo E69.